# Division d'Honneur 1901-02
La Primera División de Bélgica 1901/02 fue la séptima temporada de la máxima competición futbolística en Bélgica.

## Tabla de posiciones

### Grupo A
| Pos | Equipo                   | PJ | PG | PE | PP | GF | GC | Pts | DG  | Notas                                |
| --- | ------------------------ | -- | -- | -- | -- | -- | -- | --- | --- | ------------------------------------ |
| 1   | Racing Club de Bruxelles | 9  | 8  | 1  | 0  | 35 | 5  | 17  | +30 | Clasificado a la ronda final         |
| 2   | Beerschot A.C.           | 10 | 6  | 1  | 3  | 19 | 10 | 13  | +9  | Clasificado a la ronda final         |
| 3   | Antwerp F.C.             | 9  | 4  | 2  | 3  | 11 | 13 | 10  | -2  |                                      |
| 4   | C.S. Brugeois            | 9  | 3  | 0  | 6  | 13 | 26 | 6   | -13 |                                      |
| 5   | Skill F.C. de Bruxelles  | 10 | 3  | 0  | 7  | 10 | 26 | 6   | -16 | No participa en la próxima temporada |
| 6   | F.C. Brugeois            | 7  | 1  | 0  | 6  | 6  | 14 | 2   | -8  |                                      |

PJ = Partidos jugados; PG = Partidos ganados; PE = Partidos empatados; PP = Partidos perdidos; GF = Goles a favor; GC = Goles en contra; Pts = Puntos; DG = Diferencia de goles

### Grupo B
| Pos | Equipo                               | PJ | PG | PE | PP | GF | GC | Pts | DG  | Notas                        |
| --- | ------------------------------------ | -- | -- | -- | -- | -- | -- | --- | --- | ---------------------------- |
| 1   | Union Saint-Gilloise                 | 8  | 7  | 0  | 1  | 16 | 1  | 14  | +15 | Clasificado a la ronda final |
| 2   | Léopold Club de Bruxelles            | 8  | 5  | 0  | 3  | 24 | 11 | 10  | +13 | Clasificado a la ronda final |
| 3   | F.C. Liégeois                        | 8  | 3  | 1  | 4  | 16 | 21 | 7   | -5  |                              |
| 4   | Athletic & Running Club de Bruxelles | 8  | 3  | 0  | 5  | 15 | 22 | 6   | -7  |                              |
| 5   | Verviers F.C.                        | 8  | 1  | 1  | 6  | 10 | 23 | 3   | -13 |                              |

PJ = Partidos jugados; PG = Partidos ganados; PE = Partidos empatados; PP = Partidos perdidos; GF = Goles a favor; GC = Goles en contra; Pts = Puntos; DG = Diferencia de goles

### Ronda final
| Pos | Equipo                    | PJ | PG | PE | PP | GF | GC | Pts | DG | Notas                                                  |
| --- | ------------------------- | -- | -- | -- | -- | -- | -- | --- | -- | ------------------------------------------------------ |
| 1   | Racing Club de Bruxelles  | 6  | 4  | 1  | 1  | 15 | 8  | 9   | +7 | Desempate por el título debido a la igualdad en puntos |
| 2   | Léopold Club de Bruxelles | 6  | 4  | 1  | 1  | 14 | 10 | 9   | +4 | Desempate por el título debido a la igualdad en puntos |
| 3   | Union Saint-Gilloise      | 6  | 2  | 0  | 4  | 9  | 15 | 4   | -6 |                                                        |
| 4   | Beerschot A.C.            | 6  | 1  | 0  | 5  | 12 | 17 | 2   | -5 |                                                        |

PJ = Partidos jugados; PG = Partidos ganados; PE = Partidos empatados; PP = Partidos perdidos; GF = Goles a favor; GC = Goles en contra; Pts = Puntos; DG = Diferencia de goles

### Desempate por el título
| Equipo 1                 | Resultado | Equipo 2                  |
| ------------------------ | --------- | ------------------------- |
| Racing Club de Bruxelles | 4 - 3     | Léopold Club de Bruxelles |